# Mittelmeerspiele 2022/Karate
Bei den Mittelmeerspielen 2022 in Oran, Algerien, fanden vom 26. bis 27. Juni insgesamt zehn Wettbewerbe im Karate statt, jeweils fünf bei den Männern und bei den Frauen. Austragungsort war die Mohammed ben Ahmed CCO Hall.

## Bilanz

### Medaillenspiegel
| Platz  | Land                    | Gold | Silber | Bronze | Gesamt |
| ------ | ----------------------- | ---- | ------ | ------ | ------ |
| 1      | Algerien                | 4    | 2      | —      | 6      |
| 2      | Ägypten                 | 2    | 3      | 2      | 7      |
| 3      | Griechenland            | 2    | —      | —      | 2      |
| 4      | Türkei                  | 1    | —      | 4      | 5      |
| 5      | Kroatien                | 1    | —      | 1      | 2      |
| 6      | Italien                 | —    | 2      | 3      | 5      |
| 7      | Tunesien                | —    | 1      | 1      | 2      |
| 8      | Montenegro              | —    | 1      | —      | 1      |
| 8      | Serbien                 | —    | 1      | —      | 1      |
| 10     | Bosnien und Herzegowina | —    | —      | 3      | 1      |
| 10     | Marokko                 | —    | —      | 3      | 3      |
| 12     | Frankreich              | —    | —      | 1      | 1      |
| 12     | Spanien                 | —    | —      | 1      | 1      |
| 12     | Zypern                  | —    | —      | 1      | 1      |
| Gesamt | Gesamt                  | 10   | 10     | 20     | 40     |

### Medaillengewinner
Männer
| Disziplin | Gold            | Silber             | Bronze                       |
| --------- | --------------- | ------------------ | ---------------------------- |
| –60 kg    | Eray Şamdan     | Ala Salmi          | Amr Aboukora Rayyan Meziane  |
| –67 kg    | Dionysios Xenos | Luca Maresca       | Ahmed Lotfy Marcos Tsangaras |
| –75 kg    | Oussama Zaid    | Abdalla Abdelaziz  | Luigi Busà Hamza Turulja     |
| –84 kg    | Youssef Badawy  | Vladimir Brežančić | Ivan Kvesić Uğur Aktaş       |
| +84 kg    | Anđelo Kvesić   | Hocine Daikhi      | Rijad Džuho Mehdi Sriti      |

Frauen
| Disziplin | Gold             | Silber           | Bronze                               |
| --------- | ---------------- | ---------------- | ------------------------------------ |
| –50 kg    | Cylia Ouikene    | Reem Salama      | Chaimae El Hayti Alba Pinilla        |
| –55 kg    | Louiza Abouriche | Ahlam Youssef    | Veronica Brunori Tuba Yakan          |
| –61 kg    | Chaima Midi      | Wafa Mahjoub     | Nejra Sipović Alessandra Mangiacapra |
| –68 kg    | Feryal Abdelaziz | Silvia Semeraro  | Nissrine Brouk Eda Eltemur           |
| +68 kg    | Kyriaki Kydonaki | Milena Jovanović | Meltem Hocaoğlu Chehinez Jemi        |